# Comuna Susidovîci, Starîi Sambir
Susidovîci (în ucraineană Сусідовичі) este o comună în raionul Starîi Sambir, regiunea Liov, Ucraina, formată din satele Nadîbî și Susidovîci (reședința).

## Demografie
Componența lingvistică a comunei Susidovîci
     Ucraineană (85,03%)
     Alte limbi (0,32%)
Conform recensământului din 2001, majoritatea populației comunei Susidovîci era vorbitoare de ucraineană (85,03%), existând în minoritate și vorbitori de polonă (14,65%).